# شیطان خوش‌تیپ
شیطان خوش‌تیپ (Handsome Devil) یک فیلم کمدی-درام ایرلندی به کارگردانی جان باتلر در سال ۲۰۱۶ است. این فیلم در بخش سینمای معاصر جهان در جشنواره بین‌المللی فیلم تورنتو در سال ۲۰۱۶ به نمایش درآمد.
تمرکز این فیلم بر یک نوجوان مطرود (فیون اوشیا) در یک مدرسه شبانه‌روزی تمام پسران، نخبه و دوست دار راگبی، با الگوگیری از کاستلکنوک و بلک راک کالج است. هم اتاقی جدید ند (نیکلاس گالیتزین) بازیکن جدید راگبی در این مدرسه است، در ادامه بین این دو یک دوستی به وجود می‌آید. این فیلم ضمن بررسی ریا و دزدی سیستم مدرسه خصوصی ایرلند، دارای مضامین همجنسگرایی است.
شیطان خوش‌تیپ مورد تحسین منتقدان قرار گرفت و جایزه بهترین فیلم ایرلندی سال ۲۰۱۷ را از محفل منتقدان فیلم دوبلین دریافت کرد. این فیلم همچنین دارای چهار نامزدی در جوایز آکادمی فیلم و تلویزیون ایرلند (IFTA) در سال ۲۰۱۸ از جمله بهترین فیلم بلند و جایزه بهترین درام تک در جشنواره سالانه رسانه سلتیک در سال ۲۰۱۸ را داشت.

## خلاصه
این فیلم در یک مدرسه شبانه‌روزی پسران دوستدار راگبی و نخبه در ایرلند واقع شده‌است. به نظر می‌رسد ند تنها دانش‌آموز آنجا است که از راگبی لذت نمی‌برد. یک دانش‌آموز جدید وارد مدرسه می‌شود به اسم کانور که هم‌اتاقی ند است و یک بازیکن ستاره راگبی است. اگرچه این دو در ابتدا برای دوست شدن با یکدیگر احتیاط می‌کنند اما خیلی زود دوستی نزدیک برقرارمی‌کنند…

## بازیگران
- فیون اوشیا در نقش ند روشه
- نیکلاس گالیتزین در نقش استادان کانر
- اندرو اسکات در نقش دن شری
- مو دانفورد در نقش پاسکال اوکیف
- مایکل مک‌الاتون در نقش والتر کرلی
- روآیری اوکانر در نقش راسو
- اردل اوهانلون در نقش دونال روشه
- امی هوبرمن در نقش ناتالی روشه

## استقبال
در بازبینی جمعی راتن تومیتوز، این فیلم براساس ۴۶ بازبینی، با میانگین امتیاز ۶٫۵۹ / ۱۰، دارای امتیاز تأیید ۸۳٪ است. در اجماع انتقادی این وب سایت آمده‌است: «شیطان خوش‌تیپ با چند چرخش موضوعی تازه، تغییرات جذاب و خوبی را در داستان روی سن ارائه می‌دهد.» متاکریتیک با توجه به ۶ منتقد، میانگین نمره وزنی ۶۰ از ۱۰۰ را به فیلم می‌دهد که نشان‌دهنده «بررسی‌های مختلط یا متوسط» است.

## جوایز و نامزدی‌ها
| سال  | جایزه                                       | بخش                                                  | دریافت‌کننده(ها) | نتیجه      | منابع  |
| ---- | ------------------------------------------- | ---------------------------------------------------- | --------------- | ---------- | ------ |
| ۲۰۱۷ | جوایز محفل فیلم دوبلین                      | بهترین فیلم بلند ایرلندی                             | شیطان خوش‌تیپ    | جایگاه سوم | [ ۱۲ ] |
| ۲۰۱۷ | جشنواره بین‌المللی فیلم دوبلین               | بهترین فیلم بلند ایرلندی                             | جان باتلر       | برنده      |        |
| ۲۰۱۷ | جشنواره فیلم دگرباشان سن دیگو فیلم‌اوت       | بهترین بازیگر مرد                                    | فیون اوشیا      | برنده      | [ ۱۳ ] |
| ۲۰۱۷ | جشنواره فیلم دگرباشان سن دیگو فیلم‌اوت       | بهترین فیلم بلند داستانی                             | جان باتلر       | برنده      | [ ۱۳ ] |
| ۲۰۱۷ | جشنواره فیلم دگرباشان سن دیگو فیلم‌اوت       | بهترین فیلمبرداری                                    | کاهل واترز      | برنده      | [ ۱۳ ] |
| ۲۰۱۷ | جشنواره فیلم اوت‌فلیکس                       | بهترین فیلم بلند خارجی                               | جان باتلر       | برنده      | [ ۱۴ ] |
| ۲۰۱۷ | جشنواره بین‌المللی فیلم سیاتل                | جایزه هیئت داوران جوانان فیوچرویو - بهترین فیلم بلند | جان باتلر       | نامزدشده   | [ ۱۵ ] |
| ۲۰۱۸ | پانزدهمین دوره جوایز فیلم و تلویزیون ایرلند | بهترین فیلم                                          | فیون اوشیا      | نامزدشده   | [ ۱۶ ] |
| ۲۰۱۸ | پانزدهمین دوره جوایز فیلم و تلویزیون ایرلند | بهترین فیلم                                          | رابرت والپول    | نامزدشده   | [ ۱۶ ] |
| ۲۰۱۸ | پانزدهمین دوره جوایز فیلم و تلویزیون ایرلند | بهترین فیلم                                          | کلر مک کالی     | نامزدشده   | [ ۱۶ ] |
| ۲۰۱۸ | پانزدهمین دوره جوایز فیلم و تلویزیون ایرلند | بهترین فیلم                                          | سارا گان        | نامزدشده   | [ ۱۶ ] |
| ۲۰۱۸ | پانزدهمین دوره جوایز فیلم و تلویزیون ایرلند | بهترین کارگردان                                      | جان باتلر       | نامزدشده   | [ ۱۶ ] |
| ۲۰۱۸ | پانزدهمین دوره جوایز فیلم و تلویزیون ایرلند | بهترین فیلمنامه                                      | جان باتلر       | نامزدشده   | [ ۱۶ ] |
| ۲۰۱۸ | پانزدهمین دوره جوایز فیلم و تلویزیون ایرلند | بهترین بازیگر نقش اول مرد - فیلم                     | فیون اوشیا      | نامزدشده   | [ ۱۶ ] |
| ۲۰۱۸ | پانزدهمین دوره جوایز فیلم و تلویزیون ایرلند | جایزه ستاره در حال ظهور                              | فیون اوشیا      | نامزدشده   | [ ۱۶ ] |
| ۲۰۱۸ | پانزدهمین دوره جوایز فیلم و تلویزیون ایرلند | بهترین بازیگر نقش مکمل - فیلم                        | اندرو اسکات     | نامزدشده   | [ ۱۶ ] |
| ۲۰۱۸ | جشنواره سلتیک مدیا                          | درام تک ایرلند (بیش از ۳۰ دقیقه)                     | شیطان خوش‌تیپ    | برنده      |        |